# Adalbert Hämel (Romanist)
Adalbert Hämel (* 28. Oktober 1885 in Straubing; † 11. Dezember 1952 in Erlangen) war ein deutscher Romanist und Hispanist.

## Leben und Werk
Hämels Vater war Bezirksschulrat, sein jüngerer Bruder war der Dermatologe Josef Hämel (1894–1969). Nach dem Abitur am Humanistischen Gymnasium Straubing im Juli 1904 studierte  Hämel zunächst in Eichstätt Theologie. Hier wurde er Mitglied der katholischen Studentenverbindung Academia im KV. Ab 1906 studierte er dann in Erlangen und ab 1908 in Würzburg Romanistik und Anglistik, in Erlangen wurde er Mitglied der katholischen Studentenverbindung Rhenania und in Würzburg der Walhalla, beide ebenfalls im KV. 1909 promovierte er bei Karl Vossler in Würzburg mit  Der Cid im spanischen Drama des XVI. und XVII. Jahrhunderts (Halle a.S. 1910). Nach kurzen Studienaufenthalten in Paris, Rom und Oxford und Ablegung des Staatsexamens wurde er 1911 Lehrer in Bayreuth.
Zum Kriegsdienst wurde er 1916 eingezogen und war nach dem Besuch der Dolmetscherschule in Berlin als Nachrichtenchef beim Großen Hauptquartier tätig. Nach Kriegsende war Hämel ab 1920 Lehrer an der Oberrealschule in Würzburg und habilitierte sich in Würzburg bei Walther Küchler (1877–1953) mit Studien zu Lope de Vegas Jugenddramen (Würzburg 1925). Seit 1923 außerordentlicher Professor wurde Hämel  dort dann 1929 (nach einer Erstplatzierung in Innsbruck) als Nachfolger von Arthur Franz (1881–1963) zum ordentlichen Professor für Romanische Philologie ernannt, 1940 auch zum Dekan und später zum Prorektor gewählt.
Hämel war überzeugter Katholik. Er wurde dennoch förderndes Mitglied der SS, war von 1934 bis 1937 Mitglied der SA-Reserve und trat zum 1. Mai 1937 der NSDAP bei (Mitgliedsnummer 5.196.295). Er war Doktorvater von Leo Trepp, der am 16. Juni 1935 seine Promotion zum Thema „Taine, Montaigne, Richeome. Ihre Auffassungen von Religion und Kirche. Ein Beitrag zur französischen Wesenskunde“ bei ihm ablegte. 1944 wurde er in die Bayerische Akademie der Wissenschaften aufgenommen.
Die ambivalente Haltung Hämels zum Nationalsozialismus führte dazu, dass er 1945 aus seiner Professur entlassen wurde. Im September 1947 wurde er im Entnazifizierungsverfahren als „Mitläufer“ eingestuft und zu 1000 Reichsmark Geldstrafe verurteilt.
1948/49 lehrte Hämel anschließend zwei Semester im Romanischen Seminar der Philosophisch-theologischen Hochschule Regensburg, folgte  1949 einem Ruf auf die neu geschaffene zweite Professur am Romanischen Seminar der Universität Erlangen und wurde dort 1952 zum Rektor gewählt. Kurz nach Antritt des Rektorats starb er an einem Herzinfarkt.
Hämel hat insbesondere über die französische Literatur des Mittelalters und die spanische Literaturgeschichte geforscht und publiziert, er liebte die Kunst, Kultur und Literatur des Mittelmeerraumes. Darüber hinaus engagierte er sich auf dem Gebiet der Musik; er spielte selbst Orgel und komponierte. Bei seinen Studenten war Hämel sehr beliebt. Wesentliche Teile seiner Bibliothek hat er dem Romanistischen Seminar der Universität Würzburg gestiftet.
Hämel war seit 1913 kinderlos verheiratet mit der Schriftstellerin Angela Hämel-Stier (* 1886).
Hämel war Mitglied der Königlichen Spanischen Akademie der Geschichte, der Hispanic Society in New York und der Bayerischen Akademie der Wissenschaften.

## Weitere Werke
- (Hrsg.) Don Quijote de la Mancha, kritische Ausgabe, 2 Bde., Halle a.S. 1925, 1926
- Arturo Schopenhauer y la Literatura Espaniola, 1926
- Rousseau. Der Mensch und sein Werk. Für den Schulgebrauch, Leipzig 1927
- Lesebuch der spanischen Literatur des 19. und 20. Jahrhunderts, 1928
- Die romanische Philologie in Würzburg. In: Festschrift zum 350jährigen Bestehen der Universität Würzburg, Berlin 1932, S. 255–267
- Überlieferung und Bedeutung des Liber Sancti Jacobi und des Pseudo-Turpin, München 1950
- Die romanischen Kulturen und der europäische Gemeinschaftsgedanke, 1953
- Der Pseudo-Turpin von Compostela. Aus dem Nachlass hrsg. von André de Mandach, München 1965